# Bernac-Dessus
Bernac-Dessus é uma comuna francesa na região administrativa de Occitânia, no departamento dos Altos Pirenéus. Estende-se por uma área de 4,6 km², Em 2010 a comuna tinha 296 habitantes (densidade: 64,3 hab./km²)..